# 第2回ゴールデングローブ賞
第2回ゴールデングローブ賞

1945年1月
作品賞: 

我が道を往く
第2回ゴールデングローブ賞（だい2かいゴールデングローブしょう）は、1944年の映画を対象としており、1945年1月にカリフォルニア州ロサンゼルスのビバリー・ヒルズ・ホテルで授賞式が行われた。
作品賞は『我が道を往く』が受賞した。

## 受賞
- 男優賞
  - アレクサンダー・ノックス - 『ウィルソン』

- 女優賞:
  - イングリッド・バーグマン - 『ガス燈』

- 監督賞:
  - レオ・マッケリー - 『我が道を往く』

- 作品賞:
  - 『我が道を往く』

- 助演男優賞:
  - バリー・フィッツジェラルド - 『我が道を往く』

- 助演女優賞
  - アグネス・ムーアヘッド - 『パーキントン夫人』